# چخانسور
چَخانسور شهر کوچکی است در جنوب غربی افغانستان که مرکز ولسوالی چخانسور ولایت نیمروز می‌باشد.
این شهر مرکز ولسوالی چخانسور در ولایت نیمروز است؛ که در از گذشته‌ها جز منطقه تاریخی سیستان به‌شمار می‌آید.
باشندگان این ولایت را مردم بلوچ تشکیل می دهند.
چخانسور شهر اصلی دلتای بیابانی رود خاشرود است و در پایین‌دست این رود واقع شده‌است.

## پیشینه
بازمانده‌های باستان‌شناسی و شبکه‌های کهن آبیاری نشان می‌دهد که انسان‌ها از دیرباز در این محل زندگی می‌کرده‌اند اما نام چخانسور در کتاب‌های تاریخی از سده سیزدهم هجری (۱۹ میلادی) به این‌سو ذکر شده‌است.
ممکن است چخانسور همان سرووار/سروزان باستانی باشد که اصطخری در نوشته‌های خود از آن یاد کرده‌است. چخانسور را چغانسور نیز می‌نوشتند و سور را در این نام به معنای جشن و عروسی می‌دانند. هنری راولینسون معنای آن را «تپه عروسی» دانسته و نام‌گذاری آن را با روایات سنتی «ازدواج دختر رستم» مرتبط می‌داند.
این شهر در سال ۱۸۴۵ حدود ۱٬۵۰۰ تا ۱٬۸۰۰ خانه داشت و از قلعه‌ای بزرگ، بازار، پنج گرمابه همگانی، دو کاروانسرا و یک مسجد برخوردار بود.
ذوالفقار کرمانی، نویسنده کتاب جغرافیای نیمروز، که در سال ۱۲۸۸ قمری به دستور ناصرالدین‌شاه قاجار، شاه ایران، برای تهیهٔ نقشه سیستان و تعیین مرزهای ایران با افغانستان به آن منطقه رفته به چخان‌سور نیز سر زده و از آن با نام چخنشور و گاه خچنشور یاد می‌کند. وی در صفحه ۹۷ کتاب جغرافیای نیمروز می‌نویسد:یوم سه‌شنبه دهم، اول صبح چند راس گوسفند خریده قربانی نموده سوار شدیم تا یک فرسخی چخنشور رفته همه‌جا نقشه برداشته، خود چخنشور با دوربین خوب دیده می‌شد. تحقیق وضع چخنشور را از میردرویش‌خان که از صاحبان چخنشور بود کردم از قراری که مذکور داشت سه قلعه در میان هم، قلعه سیم که ارک است روی تپه واقع شده، دور تپه هم قلعه دیگری در وسط ارک که خانه سردار ابراهیم خان سنجرانی بلوچ می‌باشد برج بلند مستحکمی سه مرتبه. سردار ابراهیم خان سنجرانی در میان همان برج منزل دارد. حالت سردار ابراهیم خان سنجرانی این است که از مردم دوری می‌کند؛ تمام حکمرانی میان طایفه را زنش، مادر خانخان، می‌کند... از قرار مذکور قلعه اول چخنشور خیلی مستحکم است. قطر دیوار با خاکریزی که وصل به دیوار است بیست و پنج ذرع است. عرض شمالی چخنشور ۳-۸-۳۱، طول شرقی‌اش از دارالخلافه ۲۰-۲۳-۱۰. اطراف چخنشور در تمام صحرا نیزار و علامت مرداب است که از آب خوش‌رود مرداب بوده‌است.

## تاریخ
چخانسور جز ولایت تاریخی سیستان بوده که از نظر جغرافیا جز افغانستان به‌شمار می‌آید که حاکمان چخانسور از دیر زمان کم و بیش از دولت افغانستان اطاعت می‌کردند. در سال ۱۲۸۴ ناصرالدین‌شاه با گماردن امیر علم‌خان حشمت‌الملک امیر قائنات به حکومت سیستان، کوشش به الحاق این منطقه به ایران نمود که با ناکامی مواجه شد.
امیر حشمت‌الملک کوشید مناسبات نزدیکی با دیگر خاندان‌های بلوچ و بزرگان آن‌ها برقرار کند و او اقدامات زیادی را نیز برای متقاعدکردن حاکمان چخانسور و لاش و جوین به اطاعت از دولت ایران انجام داد اما این تلاش‌هابه هیچ جایی نرسید. از آنجا که چخانسور از سابق جز لاینفک افغانستان بود از طرف حاکمان چخانسور علاقه به دولت ایران نشان داده نشد و حکومت افغانستان، اعتماد خان‌جهان خان حاکم چخانسور را جلب می‌کند و فرمانروای چخانسور متحد این حکومت می‌شود.

## آثار باستانی
از آثار باستانی چخانسور میتوان از: قلعه ابراهیم خان سنجرانی، قلعه نِشک، خرابه های کاروانسرای پوست گاو (پَسیل پوست‌گاو)، کده، دیوالی و... نام برد

## مردم‌شناسی
باشندگان امروزی چخانسور شامل مردم بلوچ،براهویی،تاجیک و پشتون که به کشاورزی و دامداری مشغول‌اند می‌شود ولی در گذشته قومیت‌های گوناگون به این محل مهاجرت نموده و دوباره از این‌جا رفته‌اند.
پشتون‌های برزگر ساکن این منطقه شامل اقوام خروت غلجایی، درانی، نورزایی، علی‌زایی و غیره می‌شود و همچنان بلوچ‌ها در این ولسوالی مسکون بوده که به
زبان بلوچی سخن می‌گویند.
منطقهٔ چخانسور تا سال ۱۸۸۵ میلادی منطقه‌ای نسبتاً خودمختار بود که با دستور مالیات‌دهی توسط امیر عبدالرحمن خان و قیام مردم این منطقه علیه امیر عبدالرحمن‌خان جنگ سختی میان مردم بومی و قوای دولت درگرفت که با مقاومت سرسختانهٔ مردم بومی و عقب‌نشینی لشکر حکومت به فرماندهی نایب سالار به اتمام رسید، در جریان همین جنگ معروف بود که نایب بنیاد کشانی از فرماندهان قوای بلوچ و از جنگجویان ایشان کشته شد. یارمحمد دهمرده، گل محمد خان خروت و نایب احمد نهتانی از دیگر فرماندهان جنگجویان بلوچ بودند. در این جنگ نایب بنیاد کاشانی کشته شد و قوای بلوچ در حال شکست خوردن بود که منصور خان وگل محمد خان خروت فرماندهی سپاه را بر عهده گرفتند و بلوچ‌ها توانستن ارتش امیر عبدالرحمان  راشکست داده چهل تن از فرماندهان ایشان را که معروف به خاسه داران بودند در جنگ کشتند. پس از این جنگ در جریان حکومت ابراهیم‌خان سنجرانی، در زمان جنگ داخلی افغانستان و نهایتاً با تهاجم گروه طالبان در سال ۱۴۰۰ هـ.ش شمار زیادی از مردم بلوچ از این منطقه مهاجرت کردند و امروز جمعیت وسیعی از  بلوچ های چخانسور در استان سیستان و بلوچستان، استان گلستان و مازندران در ایران و همچنان کشور ترکمنستان ساکن هستند به‌طوری که اکثریت بلوچ‌های ترکمنستان اصالتاً مربوط به چخانسور هستند

## وضعیت امروزی
امروزه شهر چخانسور یک شهر بسیار کم‌جمعیت و دور از راه‌های بازرگانی بوده از این رو جایگاهی برای بازرگانی و برنامه‌ریزی راهبردی ندارد.
در چخانسور کمتر آثار تمدن جدید به چشم. می‌خورد و بیشتر مردم آن از نیروی برق بی‌بهره‌اند.

## صنایع دستی
از صنایع دستی تولیدی در این شهر به فرش بلوچی و سوزن دوزی بلوچی که توسط بلوچ های افغانستان عرضه می شود می توان نام برد.